# Giambattista Lolli
Giambattista Lolli (* 1698 in Nonantola; † 4. Juni 1769) war ein italienischer Schachspieler.
Zusammen mit Ercole del Rio und Domenico Lorenzo Ponziani, die ebenfalls aus der Gegend um Modena stammten, war er einer der bedeutendsten Schachtheoretiker seiner Zeit. Sein Ruhm beruht auf dem 1763 in Bologna erschienenen Werk Osservazioni teorico-pratiche sopra il giuoco degli scacchi (deutsch: Theoretisch-praktische Betrachtungen über das Schachspiel). Es enthält Analysen über Eröffnungen, insbesondere die Italienische Partie.
Im Königsgambit ist die (heutzutage nicht mehr gebräuchliche) Variante 1. e2–e4 e7–e5 2. f2–f4 e5xf4 3. Sg1–f3 g7–g5 4. Lf1–c4 g5–g4 (Muzio-Gambit) 5. Lc4xf7+ nach Lolli benannt. (Lolli-Gambit)
Sie illustriert den auf kompromisslosen Angriff ausgerichteten Stil der italienischen Meister, der sich deutlich von dem eher durch strategische Überlegungen geprägten Stil von François-André Danican Philidor unterscheidet. Außerdem enthält das Werk hundert Endspiele. Eine dieser Stellungen wurde von Wilhelm Heinse in dessen Roman Anastasia und das Schachspiel verwendet.
| Personendaten    | Personendaten               |
| ---------------- | --------------------------- |
| NAME             | Lolli, Giambattista         |
| KURZBESCHREIBUNG | italienischer Schachspieler |
| GEBURTSDATUM     | 1698                        |
| GEBURTSORT       | Nonantola                   |
| STERBEDATUM      | 4. Juni 1769                |